# نیکولا آوراموف

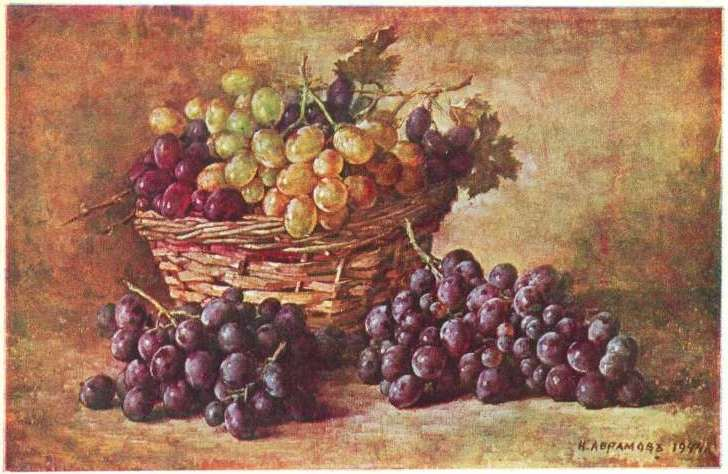
ظرف انگور، اثری از نیکولا واسیلو آوراموف - ۱۹۴۴

نیکولا واسیلو آورامو (به بلغاری: Никола Василев Аврамов) (زاده ۲۱ مه ۱۸۹۸ - درگذشته ۱۵ ژوئن ۱۹۴۵) نقاش بلغاری بود.
وی در ۲۱ می ۱۸۹۷ در یامبول به دنیا آمد و در ۱۵ ژوئن ۱۹۴۵ در صوفیه در گذشت.
نیکولا آورامو با خلق اثر بسیار واقع‌گرایانه طبیعت بی‌جان در تاریخ بلغارستان جاودانه شد.